# Lew Cody
Lew Cody (Waterville, Maine, 22 februari 1884 - Beverly Hills, Californië, 31 mei 1934) was een Amerikaans komiek en filmacteur. Tussen 1914 en 1934 speelde hij in zo'n 99 films.

## Filmscènes en posters (selectie)

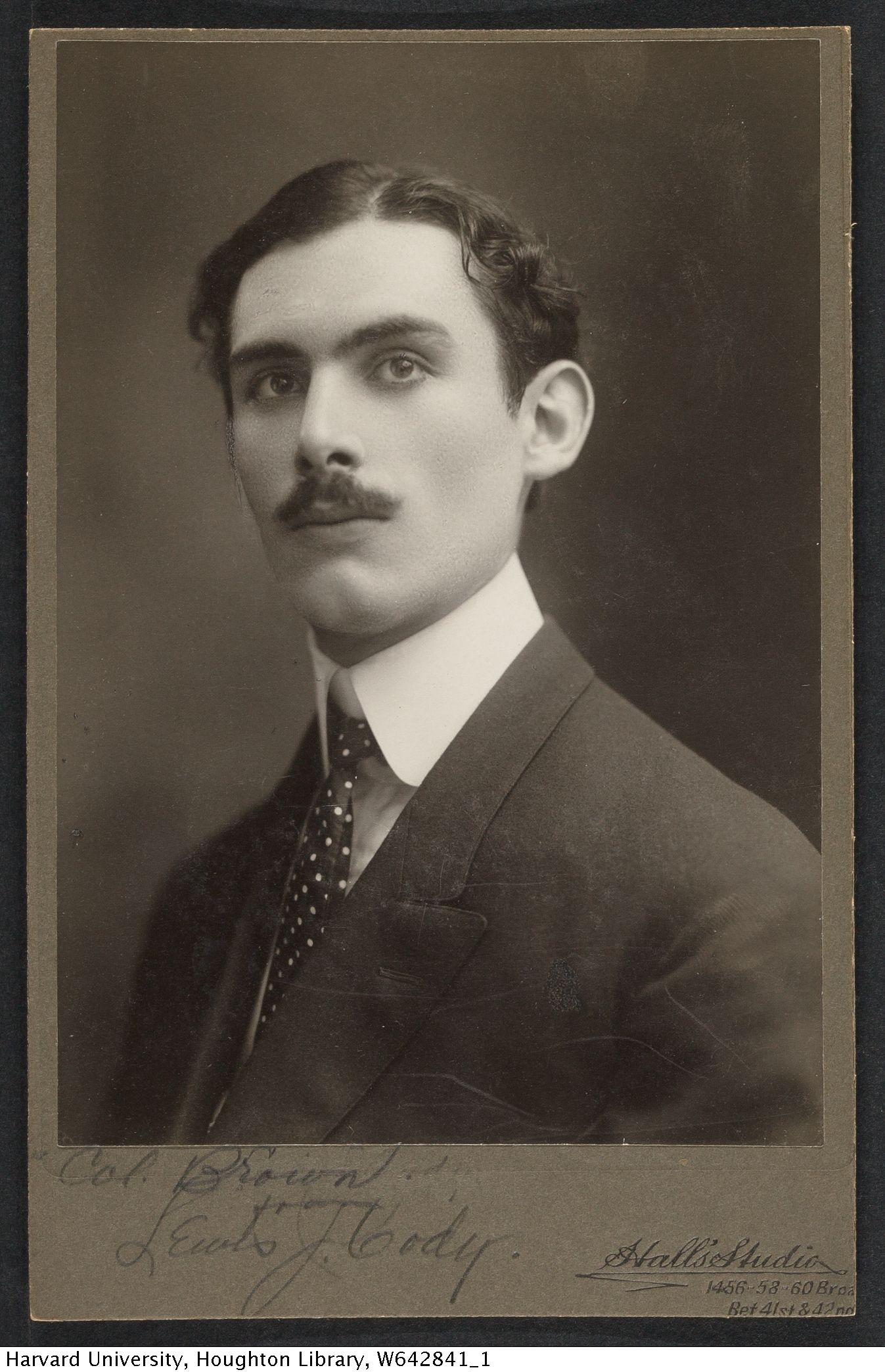
Lew Cody
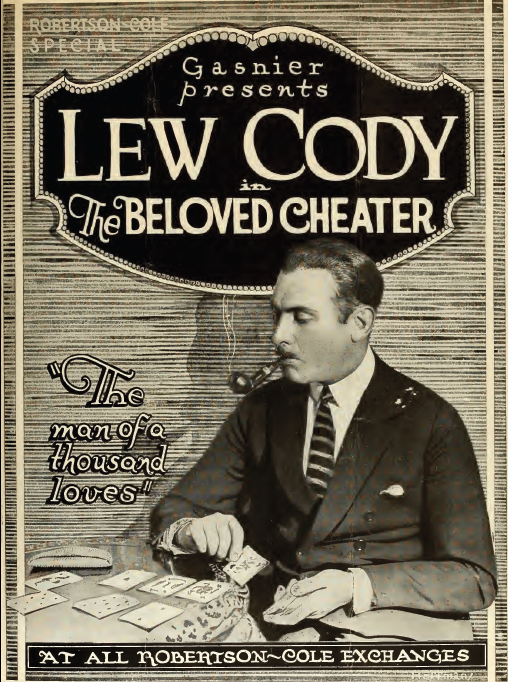
The Beloved Cheater (1919)
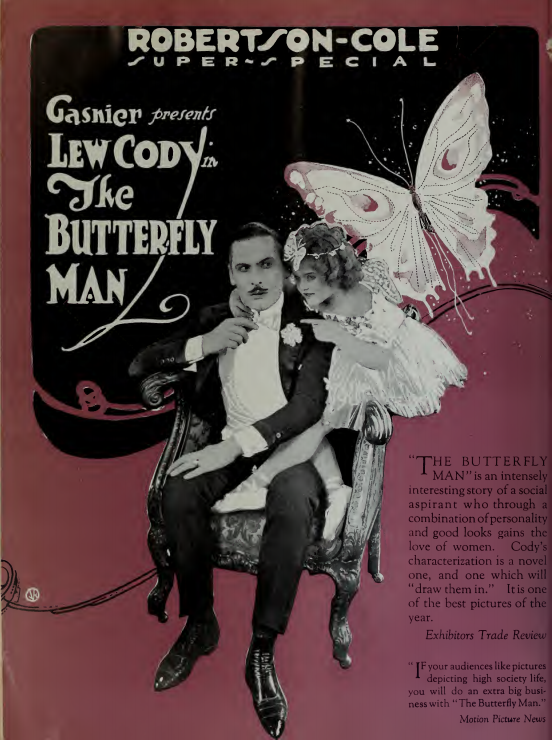
The Butterfly Man (1920)
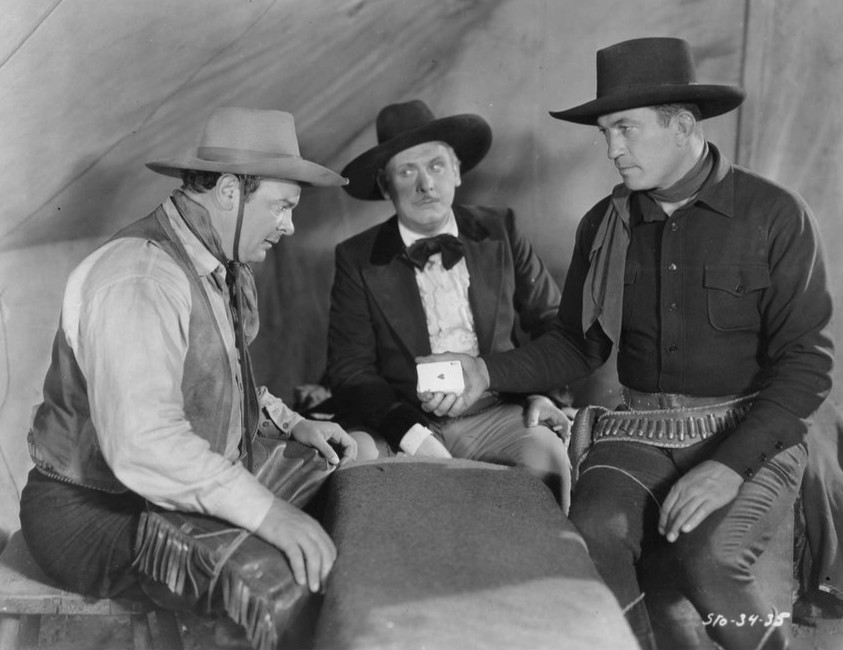
X Marks the Spot (1931), (midden)
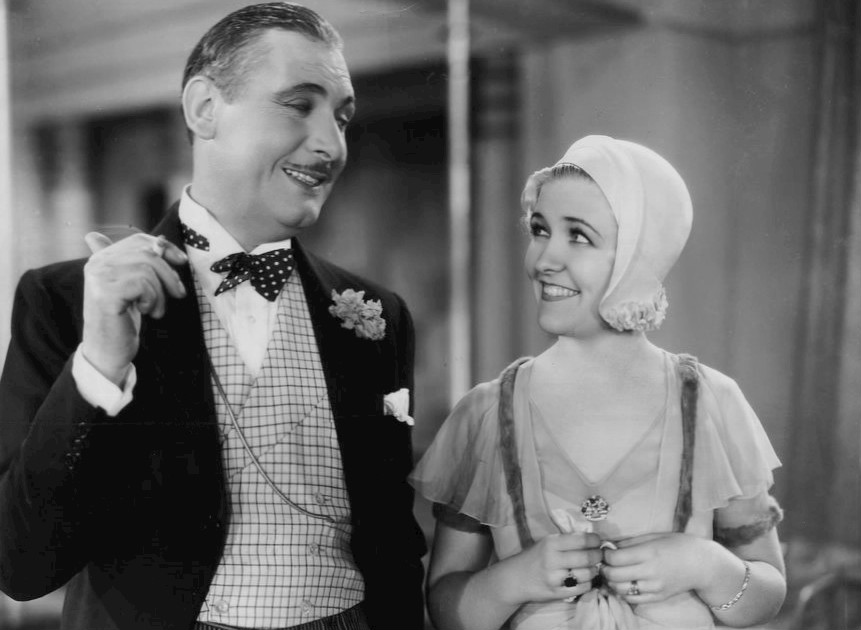
Meet the Wife (1931)
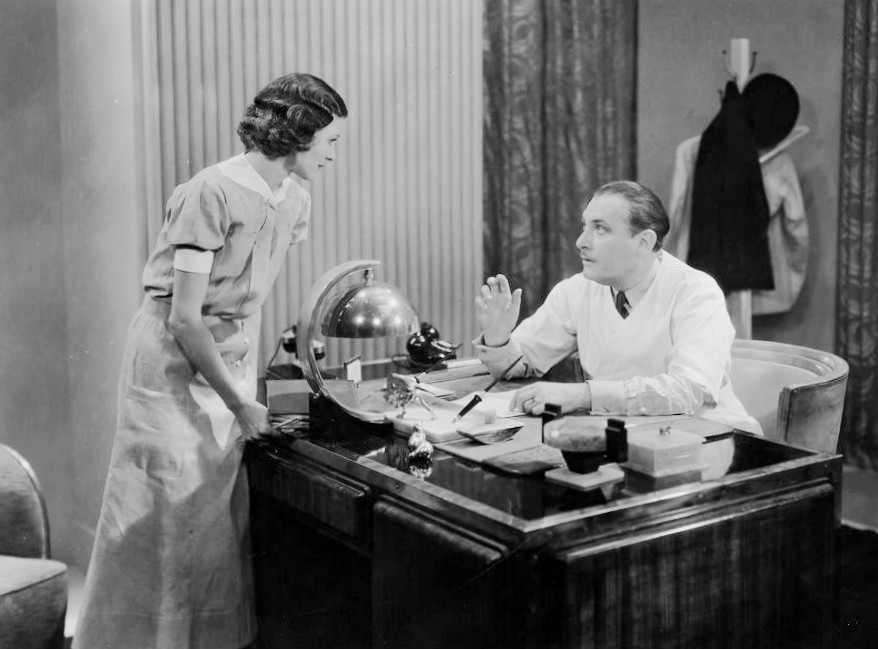
By Appointment Only (1933)

## Gedeeltelijke filmografie
- Harp of Tara (1914)
- The Mating (1915)
- Mickey (1918)
- For Husbands Only (1918)
- Don't Change Your Husband (1919)
- The Life Line (1919)
- Souls for Sale (1923)
- Three Women (1924)
- Man and Maid (1925)
- The Sporting Venus (1925)
- A Slave of Fashion (1925)
- Exchange of Wives (1925)
- His Secretary (1925)
- Monte Carlo (1926)
- The Gay Deceiver (1926)
- The Demi-Bride (1927)
- A Single Man (1930)
- What a Widow! (1930)
- Three Girls Lost (1931)
- X Marks the Spot (1931)
- Stout Hearts and Willing Hands (1931)
- Sporting Blood (1932)
- The Crusader (1932)
- By Appointment Only (1933)
- Shoot the Works (1934)

- Biblioteca Nacional de España: XX5344343
- Bibliothèque nationale de France: cb146738840 (data)
- Gemeinsame Normdatei: 1221831518
- International Standard Name Identifier: 0000 0000 3111 3607
- Library of Congress Control Number: n87860236
- SNAC: w6584w9f
- Système universitaire de documentation: 255125704
- Virtual International Authority File: 70149066362765600778